# TRIZ
 (avril 2016).
Sa qualité peut être largement améliorée en utilisant un vocabulaire plus directement compréhensible.
TRIZ (acronyme russe de la Théorie de Résolution des Problèmes Inventifs, Teorija Reshenija Izobretateliskih Zadatch (Теория Решения Изобретательских Задач - ТРИЗ)) est une approche heuristique destinée à résoudre des problèmes d'innovation, principalement techniques. Elle est élaborée à partir de 1946 par l'ingénieur soviétique Genrich Altshuller, lorsqu'il constata que le progrès technologique suit de façon générale un cours descriptible par des lois. Ces lois suggèrent une procédure à suivre pour innover en matière de technologies, notamment en explorant des solutions génériques, empruntées à d'autres domaines, qui n'ont pas encore été appliquées au problème particulier à l'étude.

## Présentation de la TRIZ
TRIZ considère que les problèmes rencontrés durant la conception d'un nouveau produit présentent des analogies avec d'autres et que des solutions analogues doivent pouvoir s'appliquer. Ce constat résulte de l'analyse d'un grand nombre de brevets par l'auteur de la théorie et son équipe.
L'ambition de TRIZ est de favoriser la créativité, ou de stimuler la recherche de concepts innovants en proposant aux ingénieurs et aux inventeurs des outils de déblocage de l'inertie mentale. À partir de la créativité propre à chacun, TRIZ oriente le concepteur et le guide à chaque étape de la résolution de problème, en proposant systématiquement des solutions génériques et des outils éprouvés, ce qui permet de profiter de l'expérience acquise dans différents domaines d'activité et des principes fondamentaux simples qui en ont été tirés. TRIZ conduit l'utilisateur vers une formulation générique et abstraite de son problème, puis vers des principes de résolution du problème abstrait destiné à inspirer des solutions inventives dans l'espace du problème réel. À partir d'indices et de suggestions fournis par TRIZ, le concepteur transpose des solutions génériques en solutions concrètes adaptées à son problème. TRIZ repose sur l'analyse de 40 000 brevets sélectionnés parmi 400 000 brevets internationaux. Ils ont la caractéristique de présenter des principes communs d'innovations, et ceci dans des domaines très variés. Concrètement, TRIZ permet de résoudre des antinomies apparaissant durant une nouvelle conception, comme dans le domaine des moteurs, les exigences contraires de poids et de puissance, ou en informatique, le conflit entre la vitesse d'exécution et l'empreinte mémoire. Les outils de TRIZ sont particulièrement utilisés en France dans l'industrie automobile et dans l'aéronautique, mais des applications à d'autres secteurs sont fréquentes. Ils permettent à la fois de résoudre des problèmes d'inventivité, de préparer des dépôts de brevets mais aussi de préparer des stratégies de R&D,.
Le résultat de l'analyse des brevets a permis de mettre en évidence trois éléments clefs de TRIZ :
1. Les solutions et les problèmes sont identiques dans tous les secteurs industriels et scientifiques ;
2. Les modèles d'évolution technique sont également répétés dans tous les secteurs industriels et scientifiques ;
3. Les innovations utilisent des effets scientifiques en dehors du domaine dans lequel ils ont été développés.

Ces constatations ont amené G. Altshuller à développer une démarche de résolution des problèmes inventifs. Dans cette démarche, on ne résout pas directement le problème initial, mais on passe par une phase d'abstraction du problème permettant de construire un problème générique à partir du problème initial, sous forme de contradictions. Cette phase d'abstraction permet ainsi d'obtenir un problème qui est indépendant du domaine du problème initial, ce qui permet d'obtenir des effets scientifiques en dehors du domaine dans lequel ils ont été développés (conformément au troisième élément clé).

## Degrés d'inventivité
TRIZ définit différents degrés d'inventivité en fonction des ressources en termes de connaissances requises pour leur implémentation.
| Niveau | Degré d'inventivité  | Pourcentage de solutions | Connaissances nécessaires                  | Nombre d'essais requis | Exemple                                            |
| ------ | -------------------- | ------------------------ | ------------------------------------------ | ---------------------- | -------------------------------------------------- |
| I      | Solution apparente   | 32 %                     | Connaissance d'un individu                 | 10                     | Tasse pour tenir le café au chaud                  |
| II     | Amélioration mineure | 45 %                     | Connaissance de l'entreprise               | 100                    | Bouteille isotherme en verre soufflé               |
| III    | Amélioration majeure | 18 %                     | Connaissance de l'industrie                | 1 000                  | Bouteille isotherme incassable en acier inoxydable |
| IV     | Nouveau projet       | 4 %                      | Connaissances toutes industries confondues | 100 000                | Prothèse médicale, isotherme et biocompatible      |
| V      | Découverte           | < 1 %                    | Ensemble des savoirs d'une civilisation    | 1 000 000              | Thermodynamique de la division cellulaire          |

## L'inertie psychologique
Le concepteur est souvent victime de blocages psychologiques causés essentiellement par le vocabulaire utilisé dans un domaine technique, l'enfermement dans un domaine de connaissances rigidifiées et systématisées qu'il est souvent difficile de remettre en cause. Dans une recherche explicite, les connaissances abouties de la TRIZ peuvent aider à comprendre les inerties psychologiques et pour une utilisation maximale, la proposition théorique de l'inertie aide également à discerner les logiques de l'établissement de la fonction d'estime dans une perspective d'innovation intensive.
TRIZ préconise plusieurs attitudes permettant de lutter contre cette inertie :
- Ne jamais considérer que la solution réside dans son propre domaine de compétence
- Rechercher la pluridisciplinarité
- Rechercher les termes, les expressions, les sigles, les éléments de langage technique qui peuvent conduire à l'inertie et les remplacer par d'autres
- Respecter les idées farfelues

TRIZ est une proposition d'une méthode de créativité guidée qui permet de sortir des processus aléatoires du Brainstorming.

## Les concepts fondamentaux de la TRIZ

### Résultat idéal final
Le RIF (Résultat Idéal Final) est le concept central de TRIZ . Il consiste à décrire l'objet idéal qui maximiserait les fonctions utiles et minimiserait les fonctions néfastes et coûts. Cet idéal utopique est destiné à briser les freins psychologiques à la créativité. Selon Altshuller, il poursuit les objectifs suivants:
- Encourager les idées créatrices,
- Orienter les discussions vers des solutions rejetant le compromis,
- Déterminer les limites du cas d'étude,
- Choisir les outils de TRIZ qui seront employés

Il peut généralement s'exprimer sous la forme d'une phrase de type:
Le degré d’approche de l’idéal D est généralement représenté par
où {\displaystyle \sum F_{u}} représente la somme des fonctions utiles, {\displaystyle \sum F_{n}} celle des fonctions néfastes et {\displaystyle \sum F_{c}} les éléments influant négativement sur le coût (du point de vue économique ou temporel).
L'objectif de TRIZ est de développer un système dont l'idéalité D tend vers l'infini, ce qui implique le développement d'un système réalisant ses fonctions utiles, tout en n'ayant aucune fonction néfaste (comme la masse, la taille...) et n'ayant aucun coût.

### Principe de résolution de la TRIZ

Chemin de résolution des problèmes inventifs par la méthode TRIZ

Comme présenté sur la figure "Chemin de résolution des problèmes inventifs par la méthode TRIZ", la méthode TRIZ utilise 3 phases afin de résoudre un problème de conception innovante:
1. Une phase d'abstraction du problème, visant à traduire un problème spécifique (le problème à résoudre) en un problème générique qui soit indépendant du domaine physique du problème. Ce problème générique est décrit sous la forme de contradictions.
2. Une phase de résolution du problème générique, visant à identifier les principes de résolution pouvant être utilisés pour résoudre les contradictions identifiées dans la phase précédente. Cette phase conduit à la définition de solutions génériques.
3. Une phase de concrétisation de la solution, visant à traduire les solutions génériques en concept de solution, permettant de résoudre le problème spécifique.

Cette stratégie vise notamment à permettre au concepteur l'utilisation de principes de solutions en dehors du domaine du problème technique; conformément à l'un des constats d'Altshuller (Les innovations utilisent des effets scientifiques en dehors du domaine dans lequel ils ont été développés).

### Contradictions
La notion de contradiction est la notion essentielle de la TRIZ : tous les problèmes d’innovation présentent la même difficulté majeure : ils semblent insolubles, du fait de la présence d'un certain nombre de contradictions. Dans la majorité des cas, les ingénieurs ont tendance à privilégier une solution qui est un compromis entre les différents paramètres plutôt qu'une solution résolvant ces contradictions.
TRIZ distingue trois types de contradictions :
1. les contradictions opérationnelles ;
2. les contradictions techniques ;
3. les contradictions physiques.

Plusieurs outils, tels que l'Analyse de cause racine (Root-Causes Analysis), l'analyse des valeurs conflictuelles (Values-Conflict Mapping Analysis) ont été mis au point afin de pouvoir extraire les contradictions d'un problème technique.

## Lois d'évolution des systèmes techniques

Schématisation de la loi d'évolution 1

Toujours à partir d'une compilation de documents de propriété intellectuelle, Altshuller est arrivé à la conclusion que les systèmes techniques suivent des lignes objectives d'évolution. Il a ainsi identifié une série de modèles de base qui permettent d'anticiper l'évolution d'un produit. 8 lois d'évolution sont présentées de la manière suivante :
1. Lois statiques
  1. Loi 1 : Intégralité des parties d'un système technique : Un système technique doit avoir un élément moteur, un organe de transmission, un organe de travail et un organe de contrôle
  2. Loi 2 : Conductibilité énergétique du système : Libre passage de l'énergie entre les différents organes
  3. Loi 3 : Coordination des rythmes des parties : Coordination en fréquence, vibration, périodicité
2. Lois cinématiques
  1. Loi 4 : Augmentation du niveau d’idéalité : Le système tend vers un idéal dont le volume, le poids, la surface, le coût tendent vers zéro à iso-performance
  2. Loi 5 : Développement inégal des entités : Le développement inégal des sous-systèmes conduit à des contradictions
  3. Loi 6 : Transition vers le super système : Après avoir épuisé les possibilités d'innovation de l'objet, celles-ci apparaissent au niveau du système
3. Lois dynamiques
  1. Loi 7 : Transition vers le microniveau : Passage du macro au microniveau
  2. Loi 8 : Augmentation de la dynamisation et du niveau de contrôlabilité : tendance à augmenter les organes de contrôle

## Quelques outils de la TRIZ

### Paramètres techniques
Les 39 paramètres sont les caractéristiques qui permettent de définir un système technique. Un problème technique, du point de vue de TRIZ, est composé d'un ensemble de contradictions faisant intervenir quelques-uns des 39 paramètres techniques. Une contradiction est caractérisée par le fait que l'amélioration d'un paramètre implique la dégradation d'un ou plusieurs autres paramètres.
La phase d'abstraction du problème technique consiste ainsi à décrire le problème initial à partir de ces paramètres techniques.
Ces 39 paramètres sont les suivants :
| 01/1 - poids de l'objet mobile 02/2 - poids de l'objet statique 03/3 - longueur de l'objet mobile 04/4 - longueur de l'objet statique 05/5 - surface de l'objet mobile 06/6 - surface de l'objet statique 07/7 - volume de l'objet mobile 08/8 - volume de l'objet statique 09/9 - vitesse 10/A - force 11/B - tension, pression 12/C - forme 13/D - stabilité de l'objet 14/E - résistance 15/F - durée d'action de l'objet mobile 16/G - durée d'action de l'objet statique 17/H - température 18/I - intensité lumineuse 19/J - énergie utilisée par l'objet mobile 20/K - énergie utilisée par l'objet statique | 21/L - puissance 22/M - perte d'énergie 23/N - perte de substance 24/O - perte d'information 25/P - perte de temps 26/Q - quantité de substance 27/R - fiabilité 28/S - précision de la mesure 29/T - précision de fabrication 30/U - facteur néfaste à l'objet 31/V - facteurs néfastes induits 32/W - facilité de réalisation 33/X - facilité d'usage 34/Y - entretien 35/Z - adaptabilité 36/a - complexité du produit 37/b - complexité du pilotage 38/c - degré d'automatisation 39/d - productivité |

À l'aide de la matrice des contradictions techniques, on peut identifier les principes de solutions pouvant être mis en œuvre afin de résoudre ces contradictions. C'est-à-dire améliorer une caractéristique, tout en en préservant d'autres.

### Principes d'innovation

40 principes d'invention de la méthode de TRIZ, rendus au format graphique vectoriel

À partir de fiches assimilables à des brevets dans l'ex-URSS, Genrich Altshuller a identifié 40 principes à l'origine de toute innovation. Ces 40 principes servent à la résolution d'une contradiction technique, soit un problème qui se présente lorsqu'on veut améliorer une caractéristique et qu'une autre se dégrade simultanément.
| 1) Segmentation - Diviser un objet en parties indépendantes - Réaliser un objet démontable (faciliter le démontage) - Accroître le degré de segmentation (fragmentation) 2) Extraction - Extraire de l’objet une partie ou une de ses propriétés perturbatrices (enlever ou séparer de l’objet) - Extraire ou isoler seulement la propriété ou la partie utile 3) Qualité locale - Passer d’une structure homogène d’un objet à une non homogène, ou passer d’un environnement (ou d’une action externe) homogène à un non homogène - Faire en sorte que chaque partie de l’objet réalise une fonction différente dans les meilleures conditions possibles - Spécialiser les différentes parties d’un objet (faire en sorte que chaque partie remplisse une fonction utile différente) 4) Asymétrie - Remplacer la forme symétrique d’un objet en une forme asymétrique - Si l’objet est déjà asymétrique, renforcer son asymétrie 5) Fusion - Grouper ou fusionner les objets identiques ou similaires (homogènes), assembler les parties identiques, destinées à des opérations parallèles ou contiguës - Combiner, regrouper dans le temps les opérations homogènes ou contiguës 6) Multifonctions - Rendre apte une partie de l’objet à réaliser plusieurs fonctions pour remplacer les fonctions des autres parties de l’objet 7) Inclusion (poupées russes) - Placer successivement les objets les uns dans les autres - Emboîter une partie de l’objet dans une partie creuse de l’autre 8) Contrepoids - Compenser la masse d’un objet par combinaison avec un ou d’autres objets possédant une force ascensionnelle - Compenser la masse d’un objet grâce à des interactions avec l’environnement (force aérodynamique, hydrodynamique, de flottabilité…) 9) Action contraire préliminaire - S’il est nécessaire d’effectuer une action qui engendrera des effets utiles et nuisibles, procéder à une action préventive pour contrôler les effets nuisibles - Si un objet doit supporter en fonctionnement des tensions indésirables mais connues, le soumettre à une tension préalable contraire. 10) Action préliminaire - Réaliser un changement requis plus tard, entièrement ou partiellement, avant qu’il ne soit nécessaire - Pré positionner les objets pour qu’ils entrent en action efficacement et sans perte de temps 11) Protection préalable - Compenser le manque de fiabilité relative d’un objet par des mesures préventives 12) Equipotentiel - Dans un champ potentiel, limiter les possibilités de changer de position / Changer les conditions de travail pour éviter de devoir lever ou baisser un objet dans le champ gravitationnel 13) Inversion - Inverser l’action utilisée normalement pour résoudre le problème - Rendre fixes les pièces mobiles (ou l’environnement externe) et mobiles les parties fixes - Retourner l’objet ou inverser le processus 14) Courbe - Remplacer les droites par des courbes, les plans par des hémisphères, les cubes par des sphères… - Utiliser des rouleaux, sphères, spirales, voûtes - Remplacer les translations par des rotations, utiliser les forces centrifuges... 15) Dynamisme - Permettre ou prévoir l’ajustement des caractéristiques d’un objet (d’un processus, ou de l’environnement) pour rendre son action optimale ou pour se placer dans les meilleures conditions opératoires - Diviser un objet en éléments pouvant se déplacer les uns par rapport aux autres - Rendre flexible ou adaptable l’objet (ou le process) rigide ou non flexible 16) Excessif ou partiel - S’il est difficile d’obtenir le résultat à 100 % d’une manière donnée, réaliser partiellement ou à l’excès l’action pourra simplifier considérablement le problème 17) Autre dimension - Ajouter une dimension : déplacer un objet dans un plan plutôt que suivant une ligne, dans l’espace plutôt que dans un plan - Utiliser un assemblage multicouches d’objets plutôt que monocouche - Incliner ou réorienter l’objet, le positionner sur un de ses côtés - Utiliser une autre face que celle utilisée - Utiliser des flux optiques dirigés sur une surface voisine ou sur la face opposée à celle utilisée 18) Vibration - Faire osciller ou vibrer un objet - Si l’oscillation existe déjà, augmenter la fréquence (même jusqu’aux ultra sons) - Utiliser la fréquence de résonance - Remplacer les vibrations mécaniques par des vibrations piézo-électriques - Combiner les ultrasons et les champs électromagnétiques 19) Action périodique - Remplacer une action continue par une action périodique ou par une impulsion - Si l’action est déjà périodique, modifier sa fréquence ou sa période - Utiliser les pauses entre les impulsions pour réaliser une autre action 20) Continuité - Travailler en continu, privilégier les actions où toutes les parties de l’objet travaillent à plein régime en permanence - Éliminer les temps morts, les marches à vide, les actions intermittentes | 21) Vitesse élevée - Conduire le procédé ou certaines de ses étapes (celles néfastes, dangereuses, hasardeuses) à grande vitesse 22) Conversion - Utiliser les effets nuisibles (notamment ceux de l’environnement) pour obtenir une action positive - Éliminer un facteur nuisible en le combinant avec d’autres effets néfastes - Amplifier un effet nuisible jusqu’à ce qu’il cesse d’être néfaste 23) Rétroaction - Introduire un asservissement (réponse, vérification) pour améliorer un procédé ou une action - Si l’asservissement est déjà en place, le modifier (ampleur, influence) 24) Intermédiaire - Utiliser un objet ou procédé intermédiaire pour transmettre l’action - Combiner temporairement l’objet à un autre, lequel devra pouvoir être enlevé facilement (réversibilité) 25) Self service - Rendre un objet autonome (y compris auto entretien) en ajoutant des fonctions auxiliaires utiles (réparation…) - Utiliser des ressources gaspillées ou perdues : énergie, déchets… 26) Copie - Utiliser des copies simplifiées et bon marché plutôt qu’un objet complexe, cher, fragile - Remplacer un objet ou un procédé par leurs copies optiques - Si des copies optiques sont déjà utilisées, passer à des copies dans l’infrarouge ou l’ultraviolet 27) Ephémère et bon marché - Remplacer un objet cher par de nombreux objets bon marché, en renonçant à certaines propriétés (comme la durée de vie) 28) Interaction non mécanique - Remplacer un système mécanique par des moyens sensoriels (optique, acoustique, toucher, olfactif) - Interagir avec l’objet avec des champs électriques, magnétiques, électromagnétiques - Passer de champs statiques (espace ou temps) à des champs mobiles (espaces ou temps), de champs non structurés à des champs structurés - Combiner l’utilisation de champs avec l’utilisation de particules activées par un champ (ferromagnétiques notamment) 29) Fluide - Remplacer les parties solides d’un objet par du gaz ou du liquide : objets gonflables (à air ou eau), coussin d’air, hydrostatiques et hydroréactif. 30) Membrane flexible - Remplacer les structures tridimensionnelles par des membranes souples et des films minces - Isoler l’objet de son environnement en utilisant des membranes souples ou des films minces 31) Porosité - Rendre un objet poreux ou lui adjoindre des éléments poreux (inserts, revêtement...) - Si l’objet est déjà poreux, remplir les porosités d’une substance utile (ou fonction utile) 32) Changement de couleur - Modifier la couleur d’un objet ou de son environnement - Modifier le degré de transparence d’un objet ou de son environnement - Utiliser des colorants (additifs) pour observer des objets (processus) difficiles à observer - Si de tels additifs sont déjà utilisés, utiliser des atomes repérables 33) Homogénéité - Utiliser le même matériau pour les objets interagissant avec un objet donné (ou des matériaux ayant des propriétés similaires ou proches) 34) Rejet et régénération - Éliminer (par dissolution, évaporation…) les parties de l’objet qui ont fini de remplir leurs fonctions ou les modifier directement pendant l’opération - Inversement, régénérer ou récupérer les consommables directement pendant l’opération 35) Valeur d'un paramètre - Changer de phase (solide, liquide, gazeux) - Changer la concentration, la densité ou la consistance - Modifier le degré de flexibilité - Changer la température 36) Phase de transition - Utiliser les phénomènes liés aux changements de phase : changement de volume, création ou perte de chaleur... 37) Dilatation - Utiliser la dilatation ou la contraction thermique des matériaux - Si la dilatation thermique est déjà utilisée, utiliser plusieurs matériaux aux coefficients de dilatation thermique différents 38) Oxydants puissants - Remplacer l’air par de l’air enrichi en oxygène - Remplacer l’air enrichi en oxygène par de l’oxygène pur - Exposer l’air ou l’oxygène à des radiations ionisantes - Utiliser de l’oxygène ionisé - Remplacer l’oxygène ionisé (ou ozonisé) par de l’ozone 39) Élément inerte - Remplacer l’environnement normal par un environnement inerte, réaliser le processus sous vide - Ajouter des éléments neutres ou des additifs inertes 40) Composites - Remplacer les matériaux homogènes par des matériaux composites |

### Matrice des contradictions techniques
Plusieurs variantes successives de matrice des contradictions ont été élaborées. Après de nouvelles compilations de bases de données brevets, les dernières versions sont susceptibles de fournir des résultats très satisfaisants.
À chaque intersection d'une matrice des contradictions sont répertoriés les numéros des principes d'inventivité qui correspondent à la résolution de la contradiction technique considérée.
|                                       |   |                                       | Paramètre dégradé | Paramètre dégradé | Paramètre dégradé | Paramètre dégradé | Paramètre dégradé | Paramètre dégradé | Paramètre dégradé | Paramètre dégradé | Paramètre dégradé | Paramètre dégradé | Paramètre dégradé | Paramètre dégradé | Paramètre dégradé | Paramètre dégradé | Paramètre dégradé | Paramètre dégradé | Paramètre dégradé | Paramètre dégradé | Paramètre dégradé | Paramètre dégradé | Paramètre dégradé | Paramètre dégradé | Paramètre dégradé | Paramètre dégradé | Paramètre dégradé | Paramètre dégradé | Paramètre dégradé | Paramètre dégradé | Paramètre dégradé | Paramètre dégradé | Paramètre dégradé | Paramètre dégradé | Paramètre dégradé | Paramètre dégradé | Paramètre dégradé | Paramètre dégradé | Paramètre dégradé | Paramètre dégradé | Paramètre dégradé |
|                                       |   | P                                     | 1                 | 2                 | 3                 | 4                 | 5                 | 6                 | 7                 | 8                 | 9                 | A                 | B                 | C                 | D                 | E                 | F                 | G                 | H                 | I                 | J                 | K                 | L                 | M                 | N                 | O                 | P                 | Q                 | R                 | S                 | T                 | U                 | V                 | W                 | X                 | Y                 | Z                 | a                 | b                 | c                 | d                 |
| ------------------------------------- | - | ------------------------------------- | ----------------- | ----------------- | ----------------- | ----------------- | ----------------- | ----------------- | ----------------- | ----------------- | ----------------- | ----------------- | ----------------- | ----------------- | ----------------- | ----------------- | ----------------- | ----------------- | ----------------- | ----------------- | ----------------- | ----------------- | ----------------- | ----------------- | ----------------- | ----------------- | ----------------- | ----------------- | ----------------- | ----------------- | ----------------- | ----------------- | ----------------- | ----------------- | ----------------- | ----------------- | ----------------- | ----------------- | ----------------- | ----------------- | ----------------- |
| P a r a m è t r e à a m é l i o r e r | 1 | Masse objet mobile                    |                   |                   | F8TY              |                   | THcY              |                   | T2eS              |                   | 28Fc              | 8AIb              | Aabe              | AEZe              | 1ZJd              | SRIe              | 5YVZ              |                   | 6T4c              | J1W               | ZCYV              |                   | CaIV              | 62YJ              | 5Z3V              | AOZ               | AZKS              | 3QIV              | 13BR              | SRZQ              | SZQI              | MLIR              | MZVd              | RS1a              | Z32O              | 2RSB              | T5F8              | QUaY              | STQW              | QZIJ              | Z3Ob              |
| P a r a m è t r e à a m é l i o r e r | 2 | Masse objet statique                  |                   |                   |                   | A1TZ              |                   | ZUD2              |                   | 5ZE2              |                   | 8AJZ              | DTAI              | DATE              | Qd1e              | S2AR              |                   | 2RJ6              | SJWM              | JWZ               |                   | IJS1              | FJIM              | IJSF              | 58DU              | AFZ               | AKZQ              | J6IQ              | AS83              | IQS               | A1ZH              | 2JMb              | ZM1d              | S19               | 6D1W              | 2RSB              | JFT               | 1AQd              | PSHF              | 2QZ               | 1SFZ              |
| P a r a m è t r e à a m é l i o r e r | 3 | Longueur objet mobile                 | 8FTY              |                   |                   |                   | FH4               |                   | 7H4Z              |                   | D48               | HA4               | 18Z               | 18AT              | 18FY              | 8ZTY              | J                 |                   | AFJ               | W                 | 8ZO               |                   | 1Z                | 72Zd              | 4TNA              | 1O                | F2T               | TZ                | AETe              | SW4               | ASTb              | 1FHO              | HF                | 1TH               | FTZ4              | 1SA               | EF1G              | 1JQO              | Z1QO              | HOQG              | E4ST              |
| P a r a m è t r e à a m é l i o r e r | 4 | Longueur objet statique               |                   | ZSeT              |                   |                   |                   | H7Ae              |                   | Z82E              |                   | SA                | 1EZ               | DEF7              | dbZ               | FESQ              |                   | 1AZ               | 3ZcI              | 3P                |                   |                   | C8                | 6S                | ASOZ              | OQ                | UTE               |                   | FTS               | WS3               | 2WA               | 1I                |                   | FHR               | 2P                | 3                 | 1Z                | 1Q                | Q                 |                   | UE7Q              |
| P a r a m è t r e à a m é l i o r e r | 5 | Surface objet mobile                  | 2HT4              |                   | EFI4              |                   |                   |                   | 7EH4              |                   | TU4Y              | JUZ2              | AFaS              | 5YT4              | B2Dd              | 3FeE              | 63                |                   | 2FG               | FWJD              | JW                |                   | JAWI              | FHUQ              | AZ2d              | UQ                | Q4                | TU6D              | T9                | QSW3              | 2W                | MXS1              | H2Id              | D1QO              | FHDG              | FDA1              | FU                | E1D               | 2aQI              | EUSN              | AQY2              |
| P a r a m è t r e à a m é l i o r e r | 6 | Surface objet statique                |                   | U2EI              |                   | Q79d              |                   |                   |                   |                   |                   | 1IZa              | AFab              |                   | 2c                | e                 |                   | 2AJU              | Zdc               |                   |                   |                   | HW                | H7U               | AEId              | UG                | AZ4I              | 2Ie4              | WZe4              | QSW3              | 2TIa              | R2dZ              | M1e               | eG                | G4                | G                 | FG                | 1Ia               | 2ZUI              | N                 | AFH7              |
| P a r a m è t r e à a m é l i o r e r | 7 | Volume objet mobile                   | 2QTe              |                   | 174Z              |                   | 174H              |                   |                   |                   | T4cY              | FZab              | 6Zab              | 1FT4              | SA1d              | 9EF7              | 6Z4               |                   | YdAI              | 2DA               | Z                 |                   | Z6DI              | 7FDG              | adYA              | 2M                | 26YA              | TU7               | E1eB              | PQS               | PS2G              | MLRZ              | H2e1              | T1e               | FDUC              | A                 | FT                | Q1                | TQ4               | ZYGO              | A62Y              |
| P a r a m è t r e à a m é l i o r e r | 8 | Volume objet statique                 |                   | ZAJE              | JE                | Z82E              |                   |                   |                   |                   |                   | 2Ib               | OZ                | 72Z               | YSZe              | 9EHF              |                   | ZYc               | Z64               |                   |                   |                   | U6                |                   | AdZY              |                   | ZGWI              | Z3                | 2ZG               |                   | ZAP               | YdJR              | UIZ4              | Z                 |                   | 1                 |                   | 1V                | 2HQ               |                   | ZbA2              |
| P a r a m è t r e à a m é l i o r e r | 9 | Vitesse                               | 2SDc              |                   | DE8               |                   | TUY               |                   | 7TY               |                   |                   | DSFJ              | 6Ice              | ZFIY              | SX1I              | 83QE              | 3JZ5              |                   | SUa2              | ADJ               | 8FZc              |                   | JZc2              | EKJZ              | ADSc              | DQ                |                   | AJTc              | BZRS              | SW1O              | ASWP              | 1SZN              | 2OZL              | ZD81              | WSDC              | Y2SR              | FAQ               | AS4Y              | 3YRG              | AI                |                   |
| P a r a m è t r e à a m é l i o r e r | A | Force                                 | 81bI              | ID1S              | HJ9a              | SA                | JAF               | 1Iab              | F9Cb              | 2aIb              | DSFC              |                   | ILB               | AZeY              | ZAL               | ZAER              | J2                |                   | ZAL               |                   | JHA               | 1Gab              | JZIb              | EF                | 8Ze5              |                   | Aba               | ETIa              | 3ZDL              | ZANO              | STba              | 1ZeI              | D3aO              | FbI1              | 1S3P              | F1B               | FHIK              | QZAI              | abAJ              | 2Z                | 3SZb              |
| P a r a m è t r e à a m é l i o r e r | B | Tension, pression                     | Aabe              | DTAI              | ZAa               | Z1EG              | AFaS              | AFab              | 6ZA               | ZO                | 6Za               | aZL               |                   | Z4FA              | ZX2e              | 9I3e              | J3R               |                   | ZdJ2              |                   | EOAb              |                   | AZE               | 2aP               | Aa3b              |                   | ba4               | AEa               | ADJZ              | 6SP               | 3Z                | M2b               | 2XRI              | 1ZG               | B                 | 2                 | Z                 | J1Z               | 2ab               | ZO                | AEZb              |
| P a r a m è t r e à a m é l i o r e r | C | Forme                                 | 8ATe              | FAQ3              | TY54              | DEA7              | 5Y4A              |                   | E4FM              | 72Z               | ZFYI              | ZAbe              | YFAE              |                   | X1I4              | UEAe              | EQ9P              |                   | MEJW              | DFW               | 26YE              |                   | 462               | E                 | ZT35              |                   | EAYH              | aM                | AeG               | SW1               | WUe               | M12Z              | Z1                | 1WHS              | WFQ               | 2D1               | 1FT               | GT1S              | FDd               | F1W               | HQYA              |
| P a r a m è t r e à a m é l i o r e r | D | Stabilité                             | LZ2d              | Qd1e              | DF1S              | b                 | 2BD               | d                 | SAJd              | YSZe              | XFSI              | AZLG              | 2Ze               | M1I4              |                   | H9F               | DRAZ              | d3ZN              | Z1W               | W3RG              | DJ                | R4TI              | WZRV              | E2d6              | 2EUe              |                   | ZR                | FWZ               |                   | D                 | I                 | ZOUI              | ZeRd              | ZJ                | WZU               | 2ZAG              | ZUY2              | 2ZMQ              | ZMdN              | 18Z               | NZe3              |
| P a r a m è t r e à a m é l i o r e r | E | Résistance                            | 18eF              | eQR1              | 1F8Z              | FESQ              | 3YeT              | 9eS               | AFE7              | 9EHF              | 8DQE              | AI3E              | A3Ie              | AUZe              | DHZ               |                   | R3Q               |                   | UAe               | ZJ                | JZA               | Z                 | AQZS              | Z                 | ZSVe              |                   | T3SA              | TAR               | B3                | 3RG               | 3R                | IZb1              | FZM2              | B3AW              | WeP2              | RB3               | F3W               | 2DPS              | R3Fe              | F                 | TZAE              |
| P a r a m è t r e à a m é l i o r e r | F | Durabilité objet mobile               | J5YV              |                   | 2J9               |                   | 3HJ               |                   | A2JU              |                   | 3Z5               | J2G               | J3R               | EQSP              | D3Z               | R3A               |                   |                   | JZd               | 2J4Z              | S6ZI              |                   | JAZc              |                   | SR3I              | A                 | KASI              | 3ZAe              | B2D               | 3                 | 3RGe              | MFXS              | LdGM              | R14               | CR                | TAR               | 1ZD               | A4TF              | JTdZ              | 6A                | ZHEJ              |
| P a r a m è t r e à a m é l i o r e r | G | Durabilité objet statique             |                   | 6RJG              |                   | 1eZ               |                   |                   |                   | ZYc               |                   |                   |                   |                   | d3ZN              |                   |                   |                   | JIae              |                   |                   |                   | G                 |                   | RGIc              | A                 | SKAG              | 3ZV               | YR6e              | AQO               |                   | H1eX              | M                 | ZA                | 1                 | 1                 | 2                 |                   | PY6Z              | 1                 | KAGc              |
| P a r a m è t r e à a m é l i o r e r | H | Température                           | aM6c              | MZW               | FJ9               | FJ9               | 3ZdI              | Zc                | YdeI              | Z64               | 2SaU              | ZA3L              | ZdJ2              | EMJW              | 1ZW               | AUMe              | JDd               | JIae              |                   | WULG              | JF3H              |                   | 2EHP              | LHZc              | LaTV              |                   | ZSLI              | 3HUd              | JZ3A              | WJO               | O                 | MXZ2              | MZ2O              | QR                | QR                | 4AG               | 2IR               | 2HG               | 3RZV              | Q2JG              | FSZ               |
| P a r a m è t r e à a m é l i o r e r | I | Brillance                             | J1W               | 2ZW               | JWG               |                   | JWQ               |                   | 2DA               |                   | ADJ               | QJ6               |                   | WU                | W3R               | ZJ                | 2J6               |                   | WZJ               |                   | W1J               | WZ1F              | W                 | DG16              | D1                | 16                | J1QH              | 1J                |                   | BFW               | 3W                | FJ                | ZJWd              | JZSQ              | SQJ               | FHDG              | F1J               | 6WD               | WF                | 2QA               | 2PG               |
| P a r a m è t r e à a m é l i o r e r | J | Énergie dépensée par l'objet immobile | CISV              |                   | CS                |                   | FJP               |                   | ZDI               |                   | 8ZZ               | GQL2              | NEP               | C2T               | JDHO              | 5J9Z              | SZ6I              |                   | JO3E              | 2FJ               |                   |                   | 6JbI              | CMFO              | ZOI5              |                   | ZcJI              | YNGI              | JLBR              | 31W               |                   | 1Z6R              | 2Z6               | SQU               | JZ                | 1FHS              | FHDG              | 2TRS              | Zc                | W2                | CSZ               |
| P a r a m è t r e à a m é l i o r e r | K | Énergie dépensée par l'objet mobile   |                   | J96R              |                   |                   |                   |                   |                   |                   |                   | ab                |                   |                   | R4TI              | Z                 |                   |                   |                   | J2ZW              |                   |                   |                   |                   | SRIV              |                   |                   | 3ZV               | AaN               |                   |                   | A2Mb              | JMI               | 14                |                   |                   |                   |                   | JZGP              |                   | 16                |
| P a r a m è t r e à a m é l i o r e r | L | Puissance                             | 8acV              | JQHR              | 1AZb              |                   | Jc                | HWDc              | Z6c               | U6P               | FZ2               | Q2aZ              | MAZ               | TE2e              | ZWFV              | QAS               | JZAc              | G                 | 2EHP              | G6J               | G6Jb              |                   |                   | AZc               | SRIc              | AJ                | ZKA6              | 4YJ               | JOQV              | WF2               | W2                | JMV2              | 2ZI               | QAY               | QZA               | Z2AY              | JHY               | KJUY              | JZG               | S2H               | SZY               |
| P a r a m è t r e à a m é l i o r e r | M | Perte d'énergie                       | F6JS              | J6I9              | 726D              | 6c7               | FQHU              | H7UI              | 7IN               | 7                 | GZc               | ac                |                   |                   | E2d6              | Q                 |                   |                   | Jc7               | 1DWF              |                   |                   | 3c                |                   | ZR2b              | JA                | AIW7              | 7IP               | BAZ               | W                 |                   | LMZ2              | LZ2M              |                   | ZW1               | 2J                |                   | 7N                | Z3FN              | 2                 | SATZ              |
| P a r a m è t r e à a m é l i o r e r | N | Perte de substance                    | Z6Ne              | Z6MW              | ETAd              | ASO               | Z2AV              | AIdV              | 1TUa              | 3dIV              | ADSc              | EFIe              | 3abA              | TZ35              | 2EUe              | ZSVe              | SR3I              | RGIc              | LadV              | 16D               | ZIO5              | SRCV              | SRIc              | ZR2V              |                   |                   | FIZA              | 63AO              | ATdZ              | GYVS              | ZAOV              | XMUe              | A1YT              | FYX               | WS2O              | 2ZYR              | FA2               | ZASO              | ZIAD              | ZAI               | SZAN              |
| P a r a m è t r e à a m é l i o r e r | O | Perte d'information                   | AOZ               | AZ5               | 1Q                | Q                 | UQ                | UG                |                   | 2M                | QW                |                   |                   |                   |                   |                   | A                 | A                 |                   | J                 |                   |                   | AJ                | JA                |                   |                   | OQSW              | OSZ               | ASN               |                   |                   | MA1               | ALM               | W                 | RM                |                   |                   |                   | ZX                | Z                 | DNF               |
| P a r a m è t r e à a m é l i o r e r | P | Perte de temps                        | AKbZ              | AKQ5              | F2T               | UOE5              | Q45G              | AZH4              | 25YA              | ZGWI              |                   | Aba5              | ba4               | 4AYH              | Z3M5              | T3SI              | KASI              | SKAG              | ZTLI              | 1JQH              | ZcJI              | 1                 | ZKA6              | A5IW              | ZIAd              | OQSW              |                   | ZcIG              | AU4               | OYSW              | OQSI              | ZIY               | ZMId              | ZSY4              | 4SAY              | W1A               | ZS                | 6T                | ISWA              | OSZU              |                   |
| P a r a m è t r e à a m é l i o r e r | Q | Quantité de substance                 | Z6IV              | RQIZ              | TEZI              |                   | FET               | 2Ie4              | FKT               |                   | ZTYS              | ZE3               | AaE3              | ZE                | F2He              | EZYA              | 3ZAe              | 3ZV               | 3Hd               |                   | YTGI              | 3ZV               | Z                 | 7IP               | 63AO              | OSZ               | ZcIG              |                   | I3Se              | D2S               | XU                | ZXTV              | 3Zed              | T1ZR              | ZTPA              | 2WAP              | F3T               | 3DRA              | 3RTI              | 8Z                | DT3R              |
| P a r a m è t r e à a m é l i o r e r | R | Fiabilité                             | 38Ae              | 3A8S              | F9E4              | FTSB              | HAEG              | WZe4              | 3AEO              | 2ZO               | LZBS              | 8SA3              | AOZJ              | Z1GB              |                   | BS                | 2Z3P              | YR6e              | 3ZA               | BWD               | LBRJ              | aN                | LBQV              | ABZ               | AZTd              | AS                | AU4               | LSe3              |                   | W3BN              | BW1               | RZ2e              | Z2eQ              |                   | RHe               | 1B                | DZ8O              | DZ1               | ReS               | BDR               | 1ZTc              |
| P a r a m è t r e à a m é l i o r e r | S | Précision de mesurage                 | WZQS              | SZPQ              | SQ5G              | WS3G              | QSW3              | QSW3              | WD6               |                   | SDWO              | W2                | 6SW               | 6SW               | WZD               | S6W               | S6W               | AQO               | 6JSO              | 61W               | 36W               |                   | 36W               | QWR               | AGVS              |                   | OYSW              | 26W               | 5B1N              |                   |                   | SOMQ              | 3XdA              | 6ZPI              | 1DHY              | 1WDB              | DZ2               | RZAY              | QOWS              | S2AY              | AYSW              |
| P a r a m è t r e à a m é l i o r e r | T | Précision de fabrication              | SWDI              | SZR9              | ASTb              | 2WA               | SXTW              | 2TIa              | WN2               | PAZ               | ASW               | SJYa              | 3Z                | WUe               | UI                | 3R                | 3Re               |                   | JQ                | 3W                | W2                |                   | W2                | DW2               | ZVAO              |                   | WQSI              | WU                | BW1               |                   |                   | QSAa              | 4HYQ              |                   | 1WZN              | PA                |                   | Q2I               |                   | QSIN              | AIWd              |
| P a r a m è t r e à a m é l i o r e r | U | fact. néfastes à l'objet              | MLRd              | 2MDO              | H1d4              | 1I                | M1XS              | R2dZ              | MNbZ              | YdJR              | LMZS              | DZdI              | M2b               | M13Z              | ZOUI              | IZb1              | MFXS              | H1eX              | MXZ2              | 1JWD              | 1O6R              | A2Mb              | JMV2              | LMZ2              | XMJe              | MA2               | ZIY               | ZXTV              | RO2e              | SXNQ              | QSAI              |                   |                   | OZ2               | 2PSd              | ZA2               | ZBMV              | MJTe              | MJTe              | X3Y               | MZDO              |
| P a r a m è t r e à a m é l i o r e r | V | fact. néfastes induits                | JMFd              | ZM1d              | HFGM              |                   | H2Id              | M1e               | H2e               | UIZ4              | ZS3N              | ZS1e              | 2XRI              | Z1                | ZeRd              | FZM2              | FMXV              | LdGM              | MZ2O              | JOdW              | 2Z6               | JMI               | 2ZI               | LZ2M              | A1Y               | ALT               | 1M                | 3Od1              | O2ed              | 3XQ               | 4HYQ              |                   |                   |                   |                   |                   |                   | J1V               | 2LR1              | 2                 | MZId              |
| P a r a m è t r e à a m é l i o r e r | W | Facilité de réalisation               | STFG              | 1RaD              | 1TDH              | FHR               | D1QC              | Ge                | DT1e              | Z                 | ZD81              | ZC                | ZJ1b              | 1SDR              | BD1               | 13AW              | R14               | ZG                | RQI               | SOR1              | SQR1              | 14                | R1CO              | JZ                | FYX               | WOIG              | ZSY4              | ZN1O              |                   | 1ZCI              |                   | O2                |                   |                   | 25DG              | Z1B9              | 2DF               | RQ1               | 6SB1              | 8S1               | Z1AS              |
| P a r a m è t r e à a m é l i o r e r | X | Facilité d'utilisation                | P2DF              | 6D1P              | 1HDC              |                   | 1HDG              | IGFd              | 1GZF              | 4IdV              | IDY               | SDZ               | 2WC               | FYTS              | WZU               | We3S              | T38P              | 1GP               | QRD               | DH1O              | 1DO               |                   | ZY2A              | 2JD               | SW2O              | 4ARM              | 4SAY              | CZ                | HR8e              | PD2Y              | 1WZN              | 2PSd              |                   | 25C               |                   | CQ1W              | FY1G              | WQCH              |                   | 1YC3              | F1S               |
| P a r a m è t r e à a m é l i o r e r | Y | Réparabilité                          | 2RZB              | 2RZB              | 1SAP              | 3IV               | FDW               | GP                | P2ZB              | 1                 | Y9                | 1BA               | D                 | 1D24              | 2Z                | B129              | BTSR              | 1                 | 4A                | F1D               | F1SG              |                   | FAW2              | F1WJ              | 2ZYR              |                   | W1AP              | 2SAP              | BA1G              | A2D               | PA                | ZA2G              |                   | 1ZBA              | 1CQF              |                   | 714G              | Z1DB              |                   | YZ7D              | 1WA               |
| P a r a m è t r e à a m é l i o r e r | Z | Adaptabilité                          | 16F8              | JFTG              | Z1T2              | 1ZG               | ZUT7              | FG                | FZT               |                   | ZAE               | FHK               | ZG                | Fb18              | ZUE               | Z3W6              | D1Z               | 2G                | R23Z              | 6MQ1              | JZTD              |                   | J1T               | IF1               | FA2D              |                   | ZS                | 3ZF               | ZD8O              | Z51A              |                   | ZBWV              |                   | 1DV               | FY1G              | 1G74              |                   | FTbS              | 1                 | RYZ               | ZS6b              |
| P a r a m è t r e à a m é l i o r e r | a | Complexité du produit                 | QUYa              | 2QZd              | 1JQO              | Q                 | E1DG              | 6a                | YQ6               | 1G                | YAS               | QG                | J1Z               | TDSF              | 2MHJ              | 2DS               | A4SF              |                   | 2HD               | OHD               | R2TS              |                   | KJUY              | AZD2              | ZAST              |                   | 6T                | D3RA              | DZ1               | 2QAY              | QOW               | MJTe              | J1                | RQ1D              | R9QO              | 1D                | TFSb              |                   | FAbS              | F1O               | CHS               |
| P a r a m è t r e à a m é l i o r e r | b | Complexité de pilotage                | RQSD              | 6DS1              | GHQO              | Q                 | 2DIH              | 2dUG              | T14G              | 2IQV              | 34GZ              | USeJ              | ZabW              | RD1d              | BMdU              | R3FS              | JTdP              | PY6Z              | 3RZG              | 2OQ               | Zc                | JZG               | I1GA              | Z3FJ              | 1IAO              | ZXRM              | ISW9              | 3RTI              | ReS8              | QOWS              |                   | MJTS              | 2L                | 5SBT              | 25                | CQ                | 1F                | FAbS              |                   | YL                | ZI                |
| P a r a m è t r e à a m é l i o r e r | c | Degré d'automatisation                | SQIZ              | SQZA              | EDHS              | N                 | HED               |                   | ZDG               |                   | SA                | 2Z                | DZ                | FW1D              | I1                | PD                | 69                |                   | Q2J               | 8WJ               | 2WD               |                   | S2R               | NS                | ZAI5              | ZX                | OSZU              | ZD                | BRW               | SQAY              | SQIN              | 2X                | 2                 | 1QD               | 1CY3              | 1ZD               | R41Z              | FOA               | YRP               |                   | 5CZQ              |
| P a r a m è t r e à a m é l i o r e r | d | Productivité                          | ZQOb              | SRF3              | I4Sc              | U7EQ              | AQYV              | AZH7              | 26YA              | ZbA2              |                   | SFAa              | AbE               | EAYe              | Z3Md              | TSAI              | ZA2I              | KAGc              | ZLSA              | QHJ1              | ZAcJ              | 1                 | ZKA               | SATZ              | SAZN              | DFN               |                   | Zc                | 1ZAc              | 1AYS              | IAW1              | MZDO              | ZMId              | ZS2O              | 1S7A              | 1WAP              | 1ZSb              | CHSO              | ZIR2              | 5CZQ              |                   |

Ainsi, si l'on est face à un problème à résoudre, pour lequel :
- Le paramètre qui se dégrade est la température (paramètre 17/H)
- Le paramètre à améliorer est la productivité (paramètre 39/d)

On cherchera les principes à appliquer dans la cellule à l'intersection de la colonne H et de la ligne d, soit ZLSA:
35/Z) Valeur d'un paramètre
- Changer de phase (solide, liquide, gazeux)
- Changer la concentration, la densité ou la consistance
- Modifier le degré de flexibilité
- Changer la température

21/L) Vitesse élevée
- Conduire le procédé ou certaines de ses étapes (celles néfastes, dangereuses, hasardeuses) à grande vitesse.

28/S) Interaction non mécanique
- Remplacer un système mécanique par des moyens sensoriels (optique, acoustique, toucher, olfactif)
- Inter agir avec l’objet avec des champs électriques, magnétiques, électromagnétiques
- Passer de champs statiques (espace ou temps) à des champs mobiles (espaces ou temps), de champs non structurés à des champs structurés
- Combiner l’utilisation de champs avec l’utilisation de particules activées par un champ (ferromagnétiques notamment)

10/A) Action préliminaire
- Réaliser un changement requis plus tard, entièrement ou partiellement, avant qu’il ne soit nécessaire
- Pré positionner les objets pour qu’ils entrent en action efficacement et sans perte de temps

### Principes de résolution des contradictions physiques
Les principes de résolution des contradictions physiques permettent de séparer les paramètres contradictoires opposés, 11 principes de résolution sont proposés par Genrich Altshuller :
1. Séparation des paramètres contradictoires en espace
2. Changement dynamique
3. Séparation des paramètres contradictoires en temps
4. Combinaison de systèmes homogènes ou hétérogènes au niveau du super-système
5. Combinaison d'un système et de son opposé
6. Attribution d'une propriété P au système et d'une anti-propriété -P aux sous-parties du système
7. Transition au niveau microscopique
8. Changement de phase d'une partie du système
9. Utilisation de phénomènes accompagnant la transition de phase
10. Remplacement d'une substance monophasée par une substance bi ou polyphasée
11. Combinaison de transitions de phase physico-chimique

L'identification de la contradiction physique est parfois difficile mais doit concerner un paramètre pour lequel il serait souhaitable qu'il prenne à la fois deux valeurs antinomiques (grand et petit, haut et bas, chaud et froid, tendu et relaxé...)

### Autres Outils de TRIZ
TRIZ est un cadre théorique sur lequel viennent opérer des outils qu'ils convient de choisir en fonction des spécificités du problème inventif à traiter.

#### 9 écrans
Parmi les outils de TRIZ, la méthode des neuf écrans permet d'analyser l'évolution de l'objet technique selon deux axes :
|               | Passé | Présent | Futur |
| ------------- | ----- | ------- | ----- |
| Super-Système |       |         |       |
| Système       |       |         |       |
| Sous-Système  |       |         |       |

L'équipe créative est amenée, à partir de l'objet technique présent, à déterminer les caractéristiques du super-système dans lequel il s'insère et des sous-systèmes qu'il intègre par rapport à l'état de l'art passé, puis à tenter d'extrapoler les évolutions futures des sous et super systèmes afin de dégager des idées quant à l'évolution de l'objet technique.

#### Méthode des hommes miniatures
Déjà utilisée par d'autres auteurs, cette méthode est destinée à surmonter l'inertie psychologique en imaginant des hommes miniatures vivant à l'intérieur du système et essayant de résoudre la contradiction technique. Ces hommes sont concentrés dans les zones de conflit du système et peuvent être catégorisés (couleurs, sexes...) de manière à leur faire agir différemment les uns des autres.

#### Opérateurs DTC
DTC (pour dimension, temps, coût) est une méthode destinée à combattre l'inertie psychologique par la modification du point de vue. Il s'agit de se poser six questions:
1. Qu'adviendrait-il si le système était minuscule ?
2. Qu'adviendrait-il si le système était gigantesque ?
3. Qu'adviendrait-il si le système opérait en un temps extrêmement court ?
4. Qu'adviendrait-il si le système opérait en un temps infini ?
5. Qu'adviendrait-il si le système avait une valeur nulle ?
6. Qu'adviendrait-il si le système avait un coût très élevé ?

Il s'agit là de permettre à l'équipe créative de reformuler ses questions.

#### Vépoles ou "analyse substance-champ"
Une autre technique développée par Altshuller passe par l'analyse des substances et champs (Su-Field Analysis en anglais). Les différentes interactions sont modélisés par des "vépoles" (Su-Field en anglais), contraction des mots russes « Vechestvo » et « Pole » signifiant respectivement substance et champ. Un vépole est un système minimal technique composé de deux objets matériels (substances) et un "champ" (Field en anglais).
Cette approche repose sur le principe suivant : afin de maximiser le degré d’approche de l’idéal, il convient de remplacer les éléments matériels (substances) par des champs (électriques, magnétiques par exemple).
L'analyse substance-champ consiste à représenter un (sous-)système en reliant de manière fléchée substances (au sens large, il peut s'agir d'objets) et champs. Cette dernière notion est encore large, néanmoins 6 champs sont classiquement proposés : M : Mécanique, A : Acoustique, T : Thermique, H : Chimique, E : Électrique et M:Magnétique.
| Force élastique              | Gravité              | Friction                              | Adhésion                |
| Force centrifuge             | Inertie              | Force de Coriolis                     | Poussée d'Archimède     |
| Pression hydrostatique       | Pression fluide      | Tension de Surface                    | Odeur et Goût           |
| Diffusion                    | Osmose               | Champs chimiques                      | Sons                    |
| Vibration                    | Ultrasons            | Ondes                                 | Effet Corona            |
| Courant                      | Courants de Foucault | rayons de particules                  | Champ électrostatique   |
| Chauffage ou refroidissement | Choc thermique       | Force Nucléaires                      | Champ électromagnétique |
| Champ électrique             | Information          | Fréquences RF, HF, IR, UV, X, Visible | ...                     |

Un vépole est dit complet lorsqu'il comprend:
1. Une substance {\displaystyle S_{2}} qui est destinée à être transformée,
2. Un outil {\displaystyle S_{1}} qui fait l'action,
3. Un champ C fournissant l'énergie aux interactions,
4. Au moins deux liens entre les différents éléments du modèle: {\displaystyle C\rightarrow S_{1}\rightarrow S_{2}}.

| Symbolisme                                      | Relation            |
| {\displaystyle S_{1}\rightarrow S_{2}}          | Action              |
| {\displaystyle S_{1}\leftrightarrow S_{2}}      | Interaction         |
| {\displaystyle S_{1}\rightsquigarrow S_{2}}     | Action néfaste      |
| {\displaystyle S_{1}}....{\displaystyle >S_{2}} | Action insuffisante |
| {\displaystyle S_{1}\Rightarrow S_{2}}          | Action excessive    |

En pratique, plusieurs actions sont à mener en fonction de l'état de complétude du vépole:
- S'il est incomplet, il faut le compléter,
- S'il est complet mais présente un lien insuffisant, il faut développer un autre modèle avec d'autres substances et/ou champs,
- S'il est complet mais présente un lien néfaste, il faut décomposer ce vépole pour en construire un nouveau.

En fonction de la situation, cinq règles s'appliquent :
1. Vépole incomplet {\displaystyle \Rightarrow } fabrication d'un modèle complet,
2. Vépole complet mais interaction insuffisante {\displaystyle \Rightarrow } Utilisation d'un champ additionnel (aimantation d'un tournevis par exemple),
3. Vépole complet mais lien néfaste {\displaystyle \Rightarrow } Décomposition de l'action défavorable,
4. Vépole complet {\displaystyle \Rightarrow S_{2}} tend à devenir un vépole,
5. Vépole complet ayant un champ en entrée {\displaystyle \Rightarrow } Obtention d'un autre champ en sortie, l'effet physique devenant la combinaison des deux noms de champs.

TRIZ définit alors 76 standards répartis en :
- 13 standards de construction/déconstruction de vépoles,
- 23 standards de développement de vépoles,
- 6 standards de transition vers le super système ou le niveau inférieur,
- 17 standards de mesure ou de détection,
- 17 méthodes de mise en application des standards.

| Classe | Sous-classes |
| ------ | --- |
| 1      | 1. Quelque chose manque-t-il qu'il faudrait ajouter? 2. Quelque chose de néfaste devrait-il être enlevé? |
| 2      | 1. Doit-on complexifier le système, le contrôler? 2. Comment améliorer la performance? 3. Comment mieux coordonner le système? 4. Peut-on utiliser des effets électromagnétique ou electrorhéologiques? |
| 3      | 1. Peut-on découper le système en deux ou plus? 2. Peut-on transiter vers un micro-niveau? |
| 4      | 1. Peut-on faire la mesure en contournant le problème? 2. Peut-on introduire une substance ou un champ permettant de réaliser la mesure? 3. Peut-on améliorer la mesure par l'exploitation d'un effet physique ou un changement de rythme? 4. Peut-on utiliser un effet ferroélectrique? 5. Peut-on faire évoluer le système de mesure, en deux parties ou plus ? |
| 5      | 1. Peut-on introduire une substance? 2. Peut-on introduire un champ? 3. Peut-on exploiter une transition de phase? 4. Peut-on exploiter un effet physique? 5. Peut-on obtenir des divisés à partir d'une substance présente? |

La sélection se fait en déterminant la classe du problème.
L'organigramme précédent dirige le choix vers les classes et sous-classes de solutions standards. Elles-mêmes sont détaillées en sous-classe de solutions pour atteindre le nombre total de soixante seize.

#### Méthode du poisson doré
La méthode du poisson doré (Ideal-Real Transition Method en anglais) consiste à analyser l'objet et ses fonctions en identifiant les aspects « fantastiques », inespérés ou illogiques. Le terme vient de l'histoire commençant par « L'homme prit la mer et appela le poisson doré. Celui-ci l'entendit, vint à lui et lui parla avec une voix humaine... », dans lequel la plausibilité est mis en cause par la fonction « voix humaine » du système.

## Base de données de principes physiques
Lors de la démarche de créativité, soit lors de l'analyse substance-champ, soit par l'approche des contradictions techniques, l'équipe peut consulter une liste d'effets physiques utilisables en fonction de l'action recherchée.
La base de connaissances i²Kn, créée par la société MeetSYS, répertorie une liste d'effets physiques selon un angle fonctionnel. L'architecture de la base est directement inspirée de la méthode TRIZ.

## ARIZ, l'algorithme de la TRIZ
L'algorithme ARIZ (Acronyme de алгоритм решения изобретательских задач, soit АРИЗ, « algorithme de résolution des problèmes inventifs ») se décline en plusieurs versions, qui utilisent l'ensemble des outils de la TRIZ,. Il s'agit d'une méthode pas-à-pas de 85 étapes permettant de résoudre des problèmes d'innovation complexes ne pouvant être résolus à l'aide des outils de la TRIZ seuls[source insuffisante].
Partant d’une matrice des contradictions mise à jour, d’une subdivision des principes d’inventivité en catégories et de liste d’effets scientifiques, les applications interactives résultantes sont constitutives à l'application de l'ARIZ. Son utilisation est la suite d'une première formulation du problème sous la forme d’un conflit et la transition du problème générique aux différentes solutions envisageables. ARIZ se constitue de 9 parties :
1. Analyse du problème
2. Analyse du modèle de la situation initiale
3. Formulation du résultat idéal final et des contradictions physiques
4. Mobilisation et utilisation des ressources vépoles
5. Utilisation de la base de données de la triz
6. Finalisation de la proposition et substitution du problème
7. Évaluation de la solution et des modes de suppression des contradictions
8. Utilisation maximale des ressources d'une solution retenue
9. Contrôle de la démarche de résolution entreprise

## Critiques de TRIZ
Bien que très utilisée, notamment dans l'industrie, TRIZ fait l'objet de critiques sans toutefois avoir à ce jour de concurrents opérationnels:
- La matrice des contradictions techniques a été élaborée jusque dans les années 1970 et par conséquent elle ne prend pas en compte explicitement les ruptures technologiques ultérieures telles que les biotechnologies, la génétique ou l'informatique,
- Certains[20][Qui ?] lui contestent le statut de théorie de la créativité et la voient plutôt comme une méthode,
- Certains[Qui ?] la considèrent comme trop complexe[21]

De manière générale, la qualité scientifique du groupe créatif, à la fois en termes de niveau scientifique mais aussi en termes de pluridisciplinarité, demeure déterminante quant au résultat final de la méthode.